# Čechtice
Čechtice (Duits: Tschechtitz) is een Tsjechische marktstad (městys) in de regio Midden-Bohemen en maakt deel uit van het district Benešov. De stad ligt op 15 kilometer afstand van Vlašim.
Čechtice telt 1430 inwoners (2025).

## Geografie
De gemeente Čechtice bestaat uit de volgende plaatsen:
- Čechtice
- Černičí
- Dobříkovice
- Jeníkov
- Krčmy
- Malá Paseka
- Nakvasovice
- Nové Práchňany
- Otročice
- Palčice
- Růžkovy Lhotice
- Staré Práchňany
- Sudislavice
- Zhoř

Tot 1980 hoorde ook Borovnice bij de gemeente en tussen 1980 en 1992 Strojetice eveneens.
Het hoogste punt van de gemeente ligt op 604 meter boven zeeniveau.

## Geschiedenis
De eerste schriftelijke vermelding van Čechtice dateert van 1276, toen het (toen nog dorp) in handen was van de heren van Čechtice. De eigenaren van het plaatselijke landgoed wisselden echter vrij vaak, en kozen vaak andere, vergelijkbare grote dorpen in de buurt, zoals Křivsoudov en Dolní Kralovice, als hun residentie.
Tussen 1655 en 1658 werd op het dorpsplein een barokke kasteel met drie vleugels gebouwd. Sindsdien was dat de vestigingsplaats van de heren die Čechtice in eigendom hadden. Tussen 1835 en 1844 verbleef componist Bedřich Smetana in de buurt van het dorp, te weten in het kasteel in Růžkové Lhotice. In 1926 werd het kasteel op het plein aangekocht en tot school verbouwd.
Na de Tweede Wereldoorlog werd al het eigendom van de prinselijke familie Auersperg genationaliseerd. Op 29 augustus 1950 werd in Čechtice het bedrijf JZD opgericht, de voorloper van de huidige Landbouwcoöperatie Čechtice.
Sinds 1960 maakt Čechtice deel uit van het district Benešov en op 12 april 2007 heeft de gemeente de status van marktstad teruggekregen.

## Voorzieningen
Sinds 1877 is er een vrijwillige brandweer actief in Čechtice. Verder zijn er onder andere een basisschool, gezondheidscentrum, postkantoor, politiebureau, diverse winkels en supermarkten, jagersvereniging en afdelingen van de Tsjechische Bijenhoudersbond, Tsjechische Fokkersbond en de Tsjechische Tuindersbond te vinden.

## Verkeer en vervoer

### Autowegen
De regionale weg II/112 loopt door de gemeente en verbindt Čechtice met Benešov enerzijds en Želetava anderzijds. Ook sluit bij Čechtice weg II/150 aan, van Votice naar Havlíčkův Brod. Die weg biedt tevens aansluiting op snelweg D1. 

### Spoorlijnen
Er is geen station in de gemeente. Het dichtstbijzijnde station is in Zdislavice, op zo'n 10,5 kilometer afstand. Dat station ligt aan de spoorlijn van Benešov naar Vlašim.

### Buslijnen
Er zijn elf bushaltes in de gemeente:
| Halte                      | Lijn(en)                    | Traject(en) | Vervoerder(s)                          |
| -------------------------- | --------------------------- | --- | -------------------------------------- |
| Čechtice, Čechtice         | 406 842 843 846 847 849 850 | Pelhřimov - Praag-Roztyly Dolní Kralovice - Vlašim Vlašim - Čechtice Čechtice - Ledeč nad Sázavou Čechice - Čáslavsko Čechtice - Načeradec Čechtice - Humpolec | CŠAD Benešov CŠAD Benešov CŠAD Benešov |
| Čechtice, Černičí          | 842 843 846                 | Dolní Kralovice - Vlašim Vlašim - Čechtice Čechtice - Ledeč nad Sázavou                                                                                        | CŠAD Benešov CŠAD Benešov              |
| Čechtice, Dobříkovice      | 849                         | Čechtice - Načeradec | CŠAD Benešov                           |
| Čechtice, Jeníkov          | 849                         | Čechtice - Načeradec | CŠAD Benešov                           |
| Čechtice, Nakvasovice      | 849                         | Čechtice - Načeradec | CŠAD Benešov                           |
| Čechtice, Otročice         | 842                         | Dolní Kralovice - Vlašim | CŠAD Benešov                           |
| Čechtice, Rozchod Otročice | 406 842 849                 | Pelhřimov - Praag-Roztyly Dolní Kralovice - Vlašim Čechtice - Načeradec                                                                                        | CŠAD Benešov CŠAD Benešov              |
| Čechtice, Prodejna         | 406                         | Pelhřimov - Praag-Roztyly | CŠAD Benešov                           |
| Čechtice, Škola            | 842 843 846 847 849         | Dolní Kralovice - Vlašim Vlašim - Čechtice Čechtice - Ledeč nad Sázavou Čechice - Čáslavsko Čechtice - Načeradec                                               | CŠAD Benešov CŠAD Benešov              |
| Čechtice, Malá Paseka      | 406 847 850                 | Pelhřimov - Praag-Roztyly Čechice - Čáslavsko Čechtice - Humpolec                                                                                              | CŠAD Benešov CŠAD Benešov              |
| Čechtice, Staré Práchňany  | 847                         | Čechice - Čáslavsko | CŠAD Benešov                           |

### Fietsroutes
Er lopen drie fietsroutes door de gemeente:
- 0070 Lesáky - Pravonín - Čechtice;
- 0071 Čechtice - Trhový Štěpánov - Český Šternberk;
- 0084 Dolní Kralovice - Hořice - Studený - Čechtice.

### Wandelroutes
Er loopt één wandelroute door de gemeente:
- Geel: Načeradec - Jizbice - Růžkovy Lhotice - Děkanovice - Dolní Kralovice.

## Bezienswaardigheden
- Voormalig kasteel op het stadsplein uit 1655–1658;
- Sint-Jacob de Meerderekerk, gebouwd in de 14e eeuw in gotische stijl, in de 17e eeuw voorzien van barokke elementen;
- Stadhuis, uit 1606, gebouwd in de renaissancestijl en in de 19e eeuw verbouwd.

## Galerij

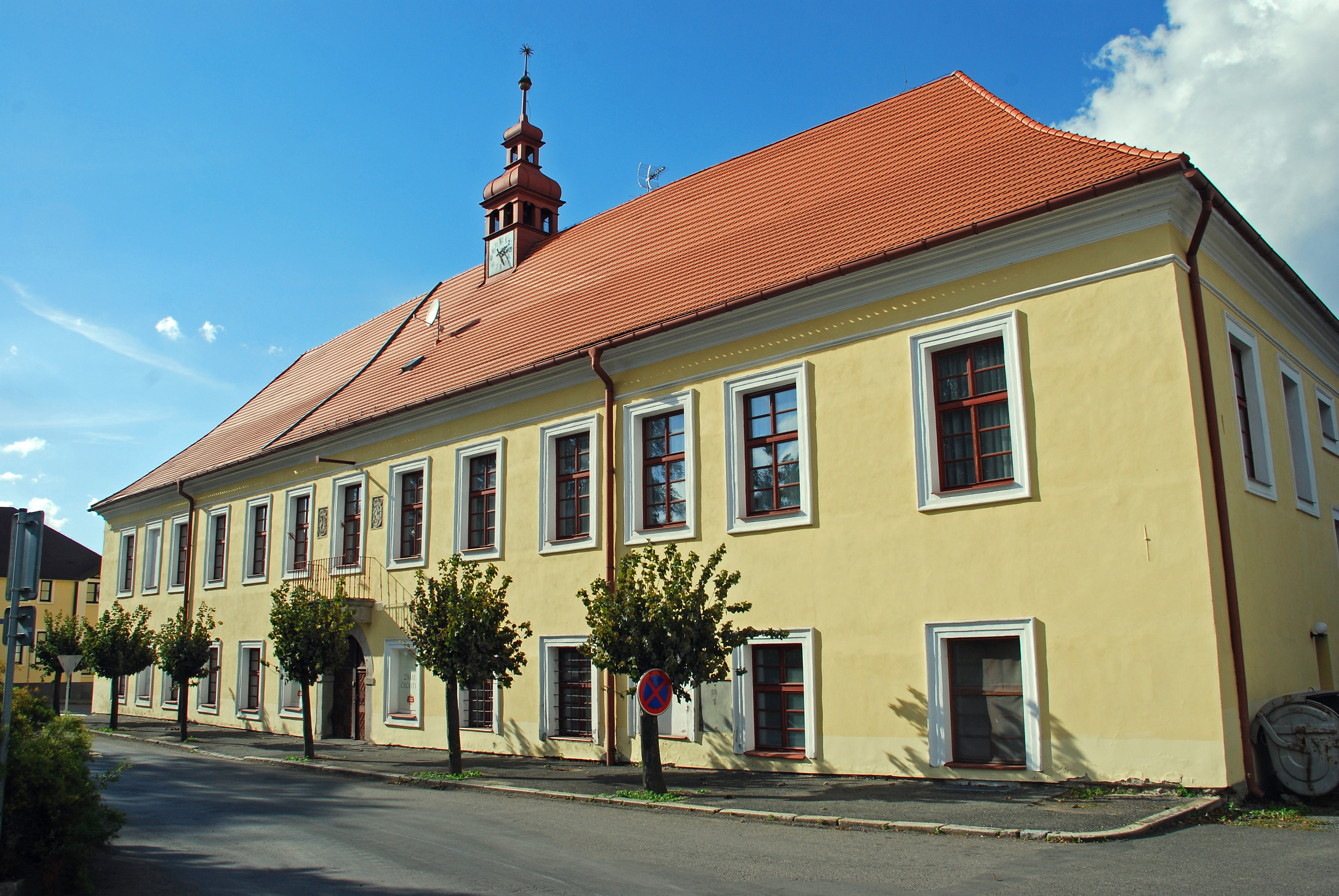
Voormalig kasteel (2010)
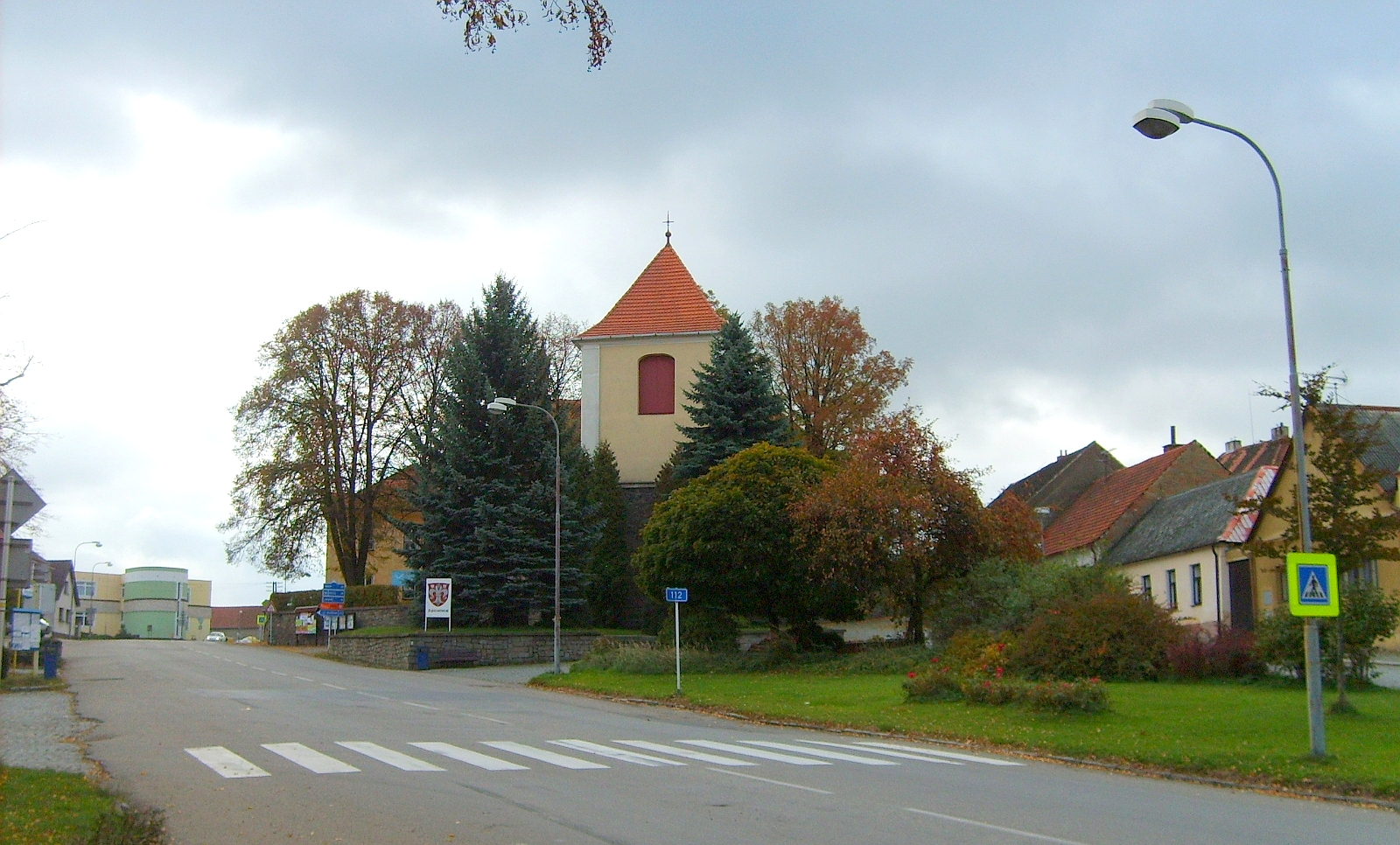
Sint-Jacob de Meerderekerk (2007)
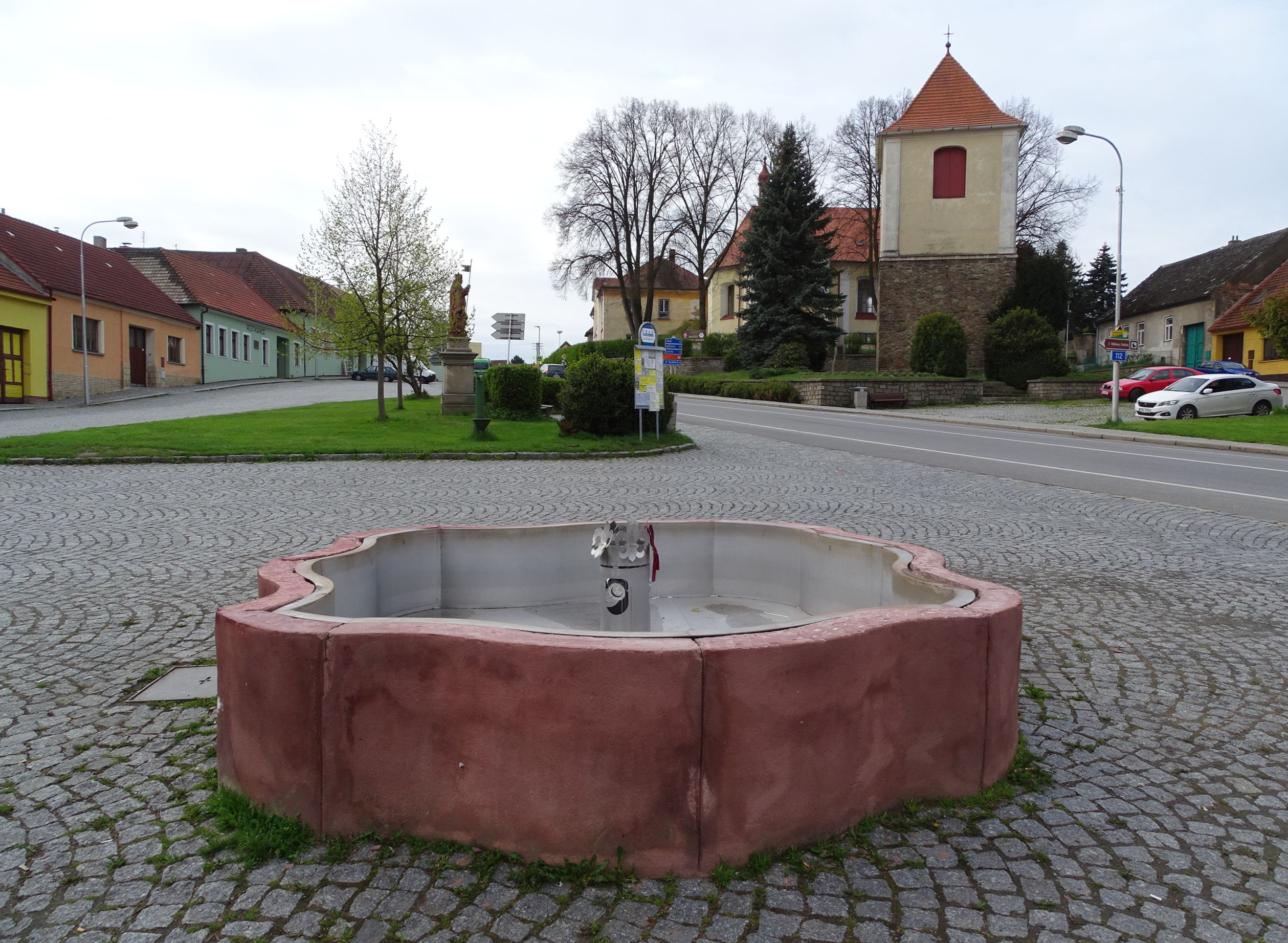
Stadsplein (2023)
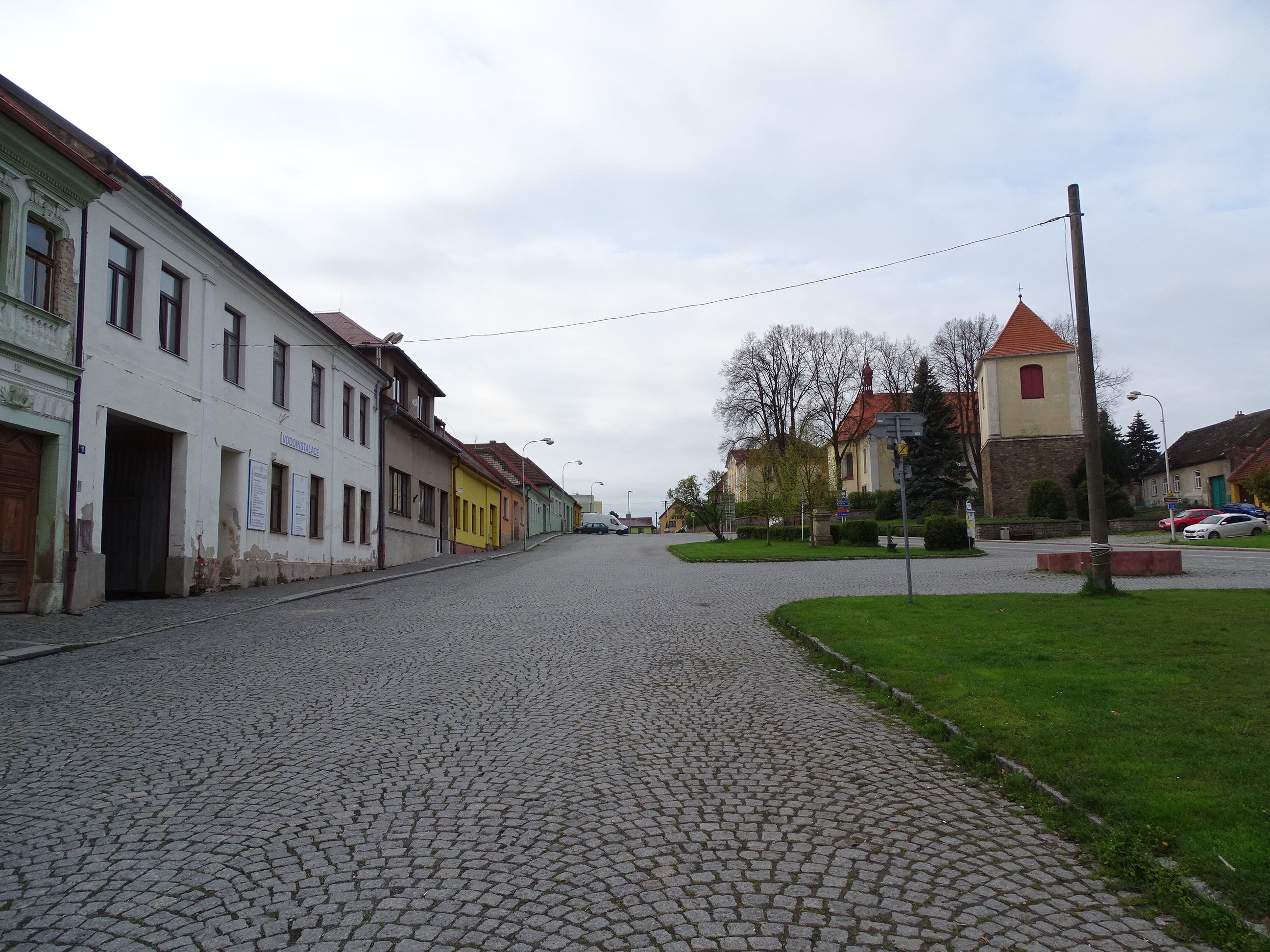
Huizen aan het stadsplein (2023)
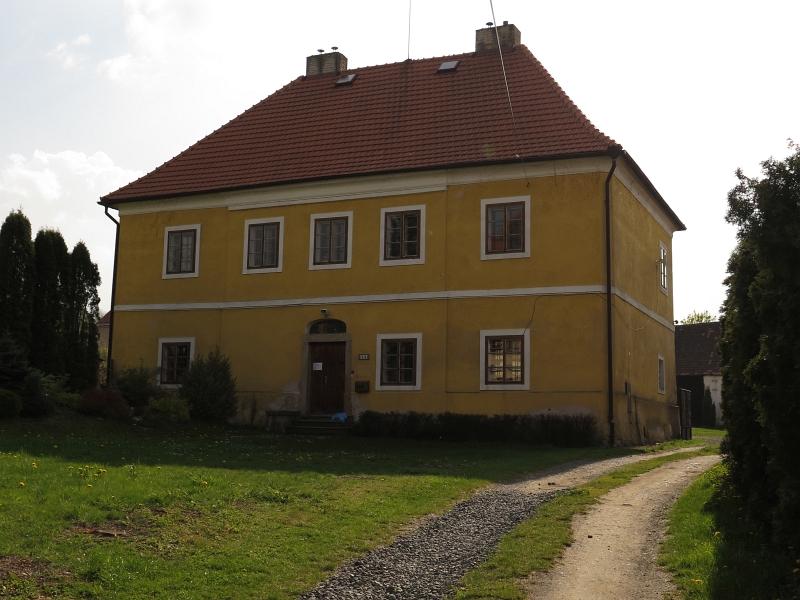
Parochiegebouw (2017)
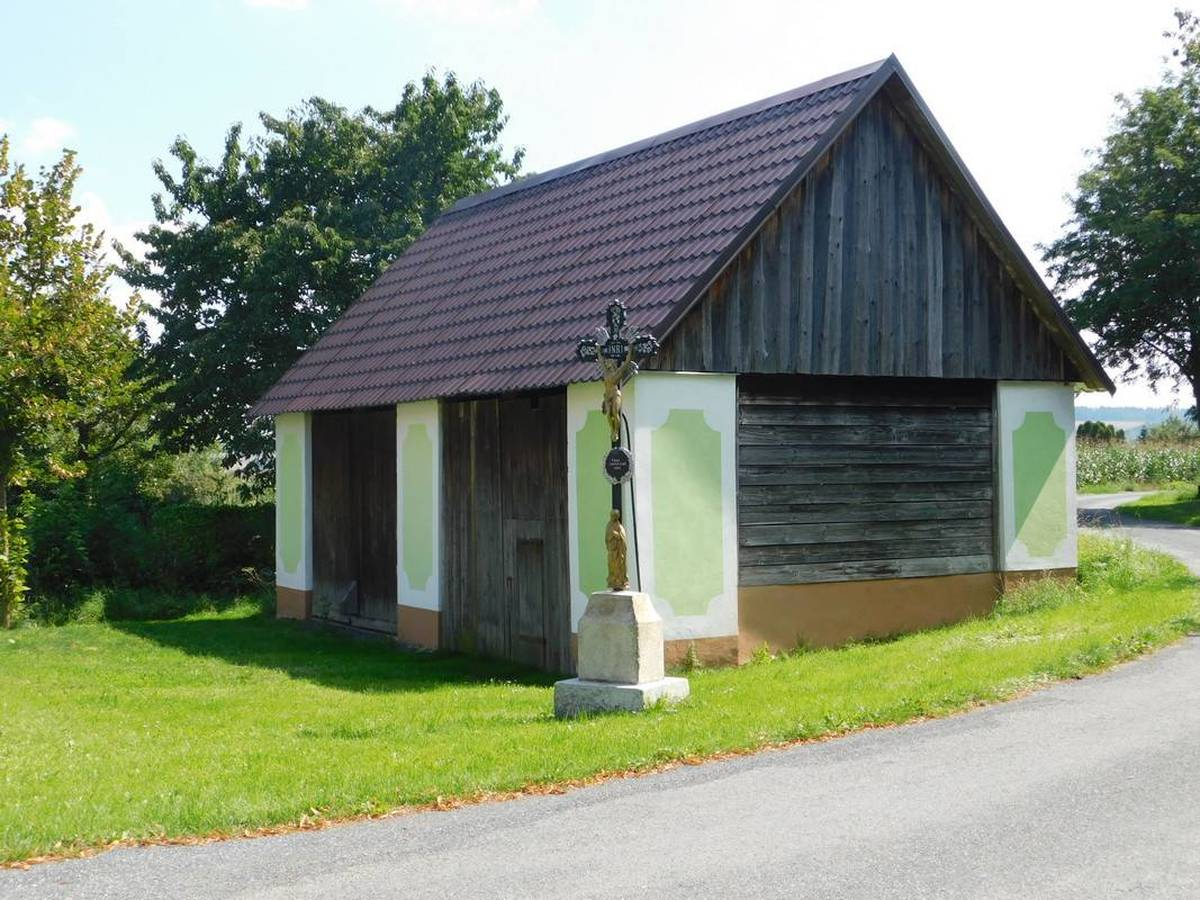
Wegkruis nabij een gebouw (2021)
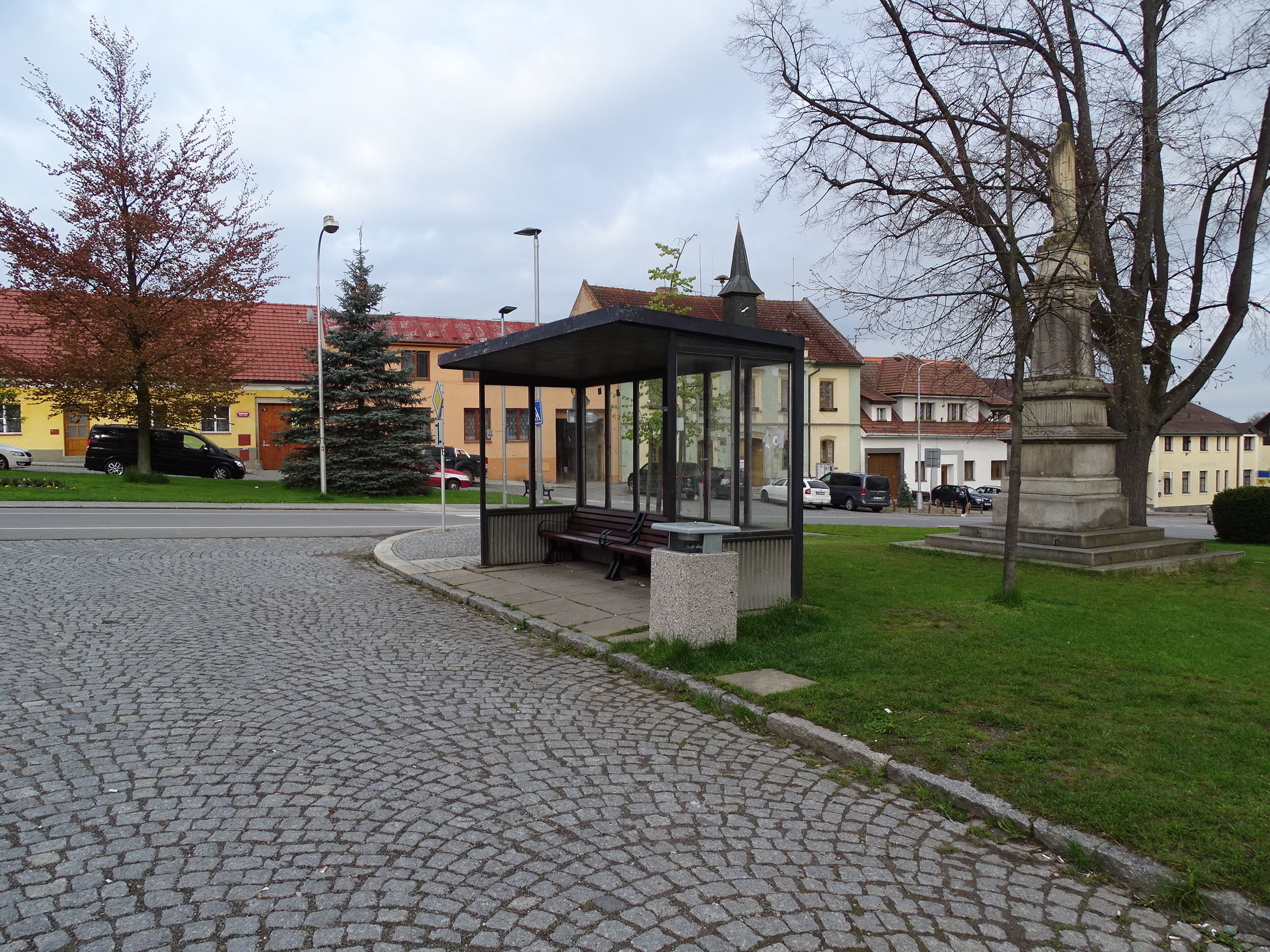
Bushalte bij het dorpsplein (2023)